# Dix de Damas
Les Dix de Damas ou le Groupe des dix (Al-Fasâ’il Al-Filastîniyya Al-Achara, Alliance des dix forces palestiniennes, Tahâluf Al-Quwâ Al-Filastîniyya Al- Achara, Dix Organisations de la résistance palestinienne, Fasâ’il Al-Muqâwama Al-Filastîniyya Al- Achara) est une appellation désignant les dix organisations palestiniennes ayant signé un communiqué commun à Damas le 30 octobre 1991.
L'Alliance a été créée à Damas en décembre 1993 par dix factions politiques et militantes palestiniennes opposées aux négociations qui ont conduit aux accords d'Oslo.
Les Dix de Damas comprenaient des courants nationalistes, de  gauche et islamistes, avec des objectifs idéologiques très différents. Alors que la notion de lutte armée était un concept central dans le discours de l’AFP, l’Alliance n’a pas réussi à développer une quelconque coordination stratégique des actions armées,.
Alors que s'ouvre la Conférence de Madrid, ces dix organisations, soutenues par la Syrie, se déclarent hostile au processus de paix israélo-palestinien :
- le Front démocratique pour la libération de la Palestine
- le Front populaire de libération de la Palestine
- le Front de lutte populaire palestinien
- le Front de libération de la Palestine de 1991 mené par Abu Abbas
- le Hamas
- le Jihad islamique palestinien
- le Fatah al-Intifada, membre du Front du salut national palestinien
- le Front populaire de libération de la Palestine-Commandement général, membre du Front du salut national palestinien
- le As-Saiqa, membre du Front du salut national palestinien
- le Parti communiste palestinien révolutionnaire, membre du Front du salut national palestinien